# Missy-lès-Pierrepont
Missy-lès-Pierrepont är en kommun i departementet Aisne i regionen Hauts-de-France i norra Frankrike. Kommunen ligger  i kantonen Sissonne som ligger i arrondissementet Laon. År 2022 hade Missy-lès-Pierrepont 106 invånare.

## Befolkningsutveckling
Antalet invånare i kommunen Missy-lès-Pierrepont
Referens: INSEE